# Мировой Гран-при по волейболу
Мировой Гран-при по волейболу — официальный и крупнейший коммерческий турнир для женских национальных волейбольных сборных, проводившийся ежегодно с 1993 по 2017 годах под эгидой Международной федерации волейбола (FIVB). Аналогичный по значимости турнир среди мужских команд — Мировая лига. Упразднён в 2017 году, в связи с появлением нового турнира — Лиги Наций.

## Система розыгрыша
С 2013 года в соревнованиях принимают участие 20 команд (с 2011 года — 16, в 1994 и 2003—2010 годах — 12, в остальных — 8) от всех континентальных конфедераций. Состав очередного турнира определяется по итогам Евролиги или отборочных соревнований (Европа), розыгрыша Панамериканского Кубка (Северная и Южная Америка) и Кубка Азии (до 2008 года участники от Азии определялись по рейтингу сборных). Ряд команд допускаются к участию в турнире по решению FIVB.
Турнир состоит из предварительного и финального этапов. На предварительном этапе команды выступают по туровой системе. В каждом туре (всего их три) команды делятся на четвёрки и проводят в них однокруговые турниры. Туры проходят в различных городах (преимущественно в Азии). Все результаты идут в общий зачёт. Таким образом, на счету каждой сборной оказывается по 9 сыгранных матчей к концу предварительного раунда. По его итогам в финальный турнир выходят 5 сборных и хозяин финала. Система проведения финала в разные годы была различной. Последние пять розыгрышей Гран-при команды-финалисты проводили однокруговой турнир. Победитель определялся по наибольшему количеству набранных очков. В случае равенства очков места распределяются по соотношению выигранных и проигранных партий.
По итогам прошедших 23 розыгрышей больше всего побед на счету сборной Бразилии — 12. Сборная России становилась первой 3 раза (кроме того, на её счету 6 серебряных наград и четыре «бронзы»). Сборная США становилась победителем 6 раз.

## Призёры
| Год  | Место проведения финального турнира | 1-е место  | 2-е место | 3-е место        |
| ---- | ----------------------------------- | ---------- | --------- | ---------------- |
| 1993 | Гонконг                             | Куба       | Китай     | Россия           |
| 1994 | Шанхай                              | Бразилия   | Куба      | Китай            |
| 1995 | Шанхай                              | США        | Бразилия  | Куба             |
| 1996 | Шанхай                              | Бразилия   | Куба      | Россия           |
| 1997 | Кобе                                | Россия     | Куба      | Республика Корея |
| 1998 | Гонконг                             | Бразилия   | Россия    | Куба             |
| 1999 | Юйси                                | Россия     | Бразилия  | Китай            |
| 2000 | Манила                              | Куба       | Россия    | Бразилия         |
| 2001 | Макао                               | США        | Китай     | Россия           |
| 2002 | Гонконг                             | Россия     | Китай     | Германия         |
| 2003 | Андрия, Матера, Джоя-дель-Колле     | Китай      | Россия    | США              |
| 2004 | Реджо-ди-Калабрия                   | Бразилия   | Италия    | США              |
| 2005 | Сендай                              | Бразилия   | Италия    | Китай            |
| 2006 | Реджо-ди-Калабрия                   | Бразилия   | Россия    | Италия           |
| 2007 | Нинбо                               | Нидерланды | Китай     | Италия           |
| 2008 | Иокогама                            | Бразилия   | Куба      | Италия           |
| 2009 | Токио                               | Бразилия   | Россия    | Германия         |
| 2010 | Нинбо                               | США        | Бразилия  | Италия           |
| 2011 | Макао                               | США        | Бразилия  | Сербия           |
| 2012 | Нинбо                               | США        | Бразилия  | Турция           |
| 2013 | Саппоро                             | Бразилия   | Китай     | Сербия           |
| 2014 | Токио                               | Бразилия   | Япония    | Россия           |
| 2015 | Омаха                               | США        | Россия    | Бразилия         |
| 2016 | Бангкок                             | Бразилия   | США       | Нидерланды       |
| 2017 | Нанкин                              | Бразилия   | Италия    | Сербия           |

## Участники
|                          | 93 | 94 | 95 | 96 | 97 | 98 | 99 | 00 | 01 | 02 | 03 | 04 | 05 | 06 | 07 | 08 | 09 | 10 | 11 | 12 | 13 | 14 | 15 | 16 | 17 |
| ------------------------ | -- | -- | -- | -- | -- | -- | -- | -- | -- | -- | -- | -- | -- | -- | -- | -- | -- | -- | -- | -- | -- | -- | -- | -- | -- |
| Австралия                | —  | —  | —  | —  | —  | —  | —  | —  | —  | —  | —  | —  | —  | —  | —  | —  | —  | —  | —  | —  | —  | 27 | 24 | 27 | 26 |
| Азербайджан              | —  | —  | —  | —  | —  | —  | —  | —  | —  | —  | —  | —  | —  | 10 | —  | —  | —  | —  | —  | —  | —  | —  | —  | —  | —  |
| Алжир                    | —  | —  | —  | —  | —  | —  | —  | —  | —  | —  | —  | —  | —  | —  | —  | —  | —  | —  | —  | —  | 20 | 28 | 27 | 28 | 32 |
| Аргентина                | —  | —  | —  | —  | —  | —  | —  | —  | —  | —  | —  | —  | —  | —  | —  | —  | —  | —  | 14 | 15 | 16 | 17 | 19 | 17 | 22 |
| Болгария                 | —  | —  | —  | —  | —  | —  | —  | —  | —  | —  | —  | —  | —  | —  | —  | —  | —  | —  | —  | —  | 9  | 21 | 17 | 16 | 17 |
| Бельгия                  | —  | —  | —  | —  | —  | —  | —  | —  | —  | —  | —  | —  | —  | —  | —  | —  | —  | —  | —  | —  | —  | 6  | 10 | 11 | 12 |
| Бразилия                 | 4  | 1  | 2  | 1  | —  | 1  | 2  | 3  | 5  | 4  | 7  | 1  | 1  | 1  | 5  | 1  | 1  | 2  | 2  | 2  | 1  | 1  | 3  | 1  | 1  |
| Венгрия                  | —  | —  | —  | —  | —  | —  | —  | —  | —  | —  | —  | —  | —  | —  | —  | —  | —  | —  | —  | —  | —  | —  | —  | —  | 25 |
| Венесуэла                | —  | —  | —  | —  | —  | —  | —  | —  | —  | —  | —  | —  | —  | —  | —  | —  | —  | —  | —  | —  | —  | —  | —  | —  | 28 |
| Германия                 | 8  | 10 | 8  | —  | —  | —  | —  | —  | 8  | 3  | 7  | 6  | 10 | —  | —  | 8  | 3  | 9  | 13 | 7  | 11 | 11 | 7  | 12 | 15 |
| Доминиканская Республика | —  | —  | —  | —  | —  | —  | —  | —  | —  | —  | —  | 12 | 11 | 8  | 11 | 9  | 11 | 8  | 12 | 12 | 10 | 13 | 12 | 13 | 8  |
| Италия                   | —  | 8  | —  | —  | 7  | 5  | 4  | 7  | —  | —  | 5  | 2  | 2  | 3  | 3  | 3  | —  | 3  | 7  | 10 | 5  | 10 | 5  | 8  | 2  |
| Казахстан                | —  | —  | —  | —  | —  | —  | —  | —  | —  | —  | —  | —  | —  | —  | 10 | 12 | —  | —  | 15 | —  | 17 | 24 | 26 | 22 | 24 |
| Камерун                  | —  | —  | —  | —  | —  | —  | —  | —  | —  | —  | —  | —  | —  | —  | —  | —  | —  | —  | —  | —  | —  | —  | —  | —  | 30 |
| Канада                   | —  | —  | —  | —  | —  | —  | —  | —  | —  | —  | 11 | —  | —  | —  | —  | —  | —  | —  | —  | —  | —  | 19 | 18 | 19 | 20 |
| Кения                    | —  | —  | —  | —  | —  | —  | —  | —  | —  | —  | —  | —  | —  | —  | —  | —  | —  | —  | —  | —  | —  | 25 | 21 | 20 | —  |
| Китай                    | 2  | 3  | 4  | 4  | 5  | 4  | 3  | 4  | 2  | 2  | 1  | 5  | 3  | 5  | 2  | 5  | 5  | 4  | 8  | 5  | 2  | 5  | 4  | 5  | 4  |
| Колумбия                 | —  | —  | —  | —  | —  | —  | —  | —  | —  | —  | —  | —  | —  | —  | —  | —  | —  | —  | —  | —  | —  | —  | 23 | 24 | 19 |
| Куба                     | 1  | 2  | 3  | 2  | 2  | 3  | 5  | 1  | 4  | 7  | 11 | 4  | 4  | 4  | 7  | 2  | —  | —  | 11 | 6  | 19 | 20 | 25 | 25 | —  |
| Мексика                  | —  | —  | —  | —  | —  | —  | —  | —  | —  | —  | —  | —  | —  | —  | —  | —  | —  | —  | —  | —  | —  | 26 | 28 | 26 | 29 |
| Нидерланды               | —  | 9  | —  | 7  | 6  | —  | 8  | —  | —  | —  | 4  | —  | 6  | —  | 1  | —  | 4  | 7  | —  | —  | 12 | 14 | 13 | 3  | 5  |
| Перу                     | —  | 11 | —  | —  | —  | —  | —  | —  | —  | —  | —  | —  | —  | —  | —  | —  | —  | —  | 16 | —  | —  | 18 | 22 | 23 | 21 |
| Польша                   | —  | —  | —  | —  | —  | —  | —  | —  | —  | —  | —  | 8  | 7  | 12 | 6  | 10 | 7  | 6  | 10 | 8  | 15 | 16 | 14 | 14 | 13 |
| Пуэрто-Рико              | —  | —  | —  | —  | —  | —  | —  | —  | —  | —  | —  | —  | —  | —  | —  | —  | 10 | 11 | —  | 13 | 18 | 15 | 16 | 15 | 18 |
| Россия                   | 3  | 7  | 6  | 3  | 1  | 2  | 1  | 2  | 3  | 1  | 2  | 7  | —  | 2  | 4  | —  | 2  | —  | 4  | —  | 7  | 3  | 2  | 4  | 9  |
| Сербия                   | —  | —  | —  | —  | —  | —  | —  | —  | —  | —  | —  | —  | —  | —  | —  | —  | —  | —  | 3  | 11 | 3  | 8  | 8  | 7  | 3  |
| США                      | 7  | 6  | 1  | 5  | 8  | 8  | —  | 6  | 1  | 6  | 3  | 3  | 8  | 7  | 8  | 4  | 9  | 1  | 1  | 1  | 6  | 7  | 1  | 2  | 6  |
| Таиланд                  | —  | —  | —  | —  | —  | —  | —  | —  | —  | 8  | 9  | 10 | 12 | 11 | —  | 11 | 8  | 10 | 6  | 4  | 13 | 12 | 9  | 6  | 10 |
| Китайский Тайбэй         | —  | 12 | —  | —  | —  | —  | —  | —  | —  | —  | —  | —  | —  | —  | 12 | —  | —  | 12 | —  | 16 | —  | —  | —  | —  | —  |
| Тринидад и Тобаго        | —  | —  | —  | —  | —  | —  | —  | —  | —  | —  | —  | —  | —  | —  | —  | —  | —  | —  | —  | —  | —  | —  | —  | —  | 31 |
| Турция                   | —  | —  | —  | —  | —  | —  | —  | —  | —  | —  | —  | —  | —  | —  | —  | 7  | —  | —  | —  | 3  | 8  | 4  | 11 | 10 | 11 |
| Франция                  | —  | —  | —  | —  | —  | —  | —  | —  | —  | —  | —  | —  | —  | —  | —  | —  | —  | —  | —  | —  | —  | —  | —  | —  | 27 |
| Хорватия                 | —  | —  | —  | —  | —  | —  | —  | —  | —  | —  | —  | —  | —  | —  | —  | —  | —  | —  | —  | —  | —  | 23 | 20 | 21 | 23 |
| Чехия                    | —  | —  | —  | —  | —  | —  | —  | —  | —  | —  | —  | —  | —  | —  | —  | —  | —  | —  | —  | —  | 14 | 22 | 15 | 18 | 16 |
| Республика Корея         | 5  | 5  | 5  | 6  | 3  | 6  | 6  | 5  | 7  | —  | 6  | 11 | 9  | 9  | —  | —  | 12 | —  | 9  | 14 | —  | 9  | —  | —  | 14 |
| Япония                   | 6  | 4  | 7  | 8  | 4  | 7  | 7  | 8  | 6  | 5  | 9  | 9  | 5  | 6  | 9  | 6  | 6  | 5  | 5  | 9  | 4  | 2  | 6  | 9  | 7  |

### Медальный зачёт
| Место | Страна           | Золото | Серебро | Бронза | Всего |
| ----- | ---------------- | ------ | ------- | ------ | ----- |
| 1     | Бразилия         | 12     | 5       | 2      | 19    |
| 2     | США              | 6      | 1       | 2      | 9     |
| 3     | Россия           | 3      | 6       | 4      | 13    |
| 4     | Куба             | 2      | 4       | 2      | 8     |
| 5     | Китай            | 1      | 5       | 3      | 9     |
| 6     | Нидерланды       | 1      | 0       | 1      | 2     |
| 7     | Италия           | 0      | 3       | 4      | 7     |
| 8     | Япония           | 0      | 1       | 0      | 1     |
| 9     | Сербия           | 0      | 0       | 3      | 3     |
| 10    | Германия         | 0      | 0       | 2      | 2     |
| 11    | Турция           | 0      | 0       | 1      | 1     |
| 12    | Республика Корея | 0      | 0       | 1      | 1     |